# Monomma puncticolle puncticolle
Monomma puncticolle puncticolle es una subespecie de coleóptero de la familia Monommatidae.

## Distribución geográfica
Habita en Tanzania.